# (7028) Tachikawa
(7028) Tachikawa (1993 XC1) – planetoida z pasa głównego asteroid okrążająca Słońce w ciągu 4,87 lat w średniej odległości 2,87 j.a. Odkryta 5 grudnia 1993 roku.